# Эвридика (дочь Аминты IV)
Эвридика, также Адея и Адея-Эвридика (др.-греч. Εὐρυδίκα; около 336 года до н. э. — 317 год до н. э.) — македонская царица из рода Аргеадов. Дочь Аминты IV, внучка Филиппа II, племянница Александра Македонского, жена царя Филиппа III Арридея.
При рождении девочка получила имя Адеи. В том же году при восшествии на царский престол Александр Македонский казнил её отца Аминту IV по обвинению в заговоре. Воспитанием Адеи занималась мать Кинана. Среди прочего она обучала дочь военному делу. После смерти Александра Македонского Кинана предложила руку дочери одному из двух новоизбранных царей Филиппу III Арридею. Через этот брак она надеялась воплотить в жизнь свои властные амбиции. Во время свадьбы Адея сменила имя на Эвридику.
Впоследствии Адея включилась в борьбу за власть в государстве. Противоречия между Эвридикой и регентами империи Пифоном и Арридеем привели к отставке последних. В 318 году до н. э. Эвридика на короткое время получила верховную власть в Македонии. В следующем 317 году до н. э., после поражения при Эвии, она попала в плен к матери Александра Македонского и царице Эпира Олимпиаде. Олимпиада отправила Эвридике меч, яд и верёвку с тем чтобы та сама выбрала способ самоубийства.
Современные историки считают Эвридику одной из наиболее энергичных и честолюбивых цариц античности. Также Эвридика стала первой женщиной, которая получила верховную власть в Древней Македонии.

## Биография

### Происхождение. Ранние годы
Эвридика происходила из династии македонских царей Аргеадов. По материнской же линии она принадлежала к иллирийскому царскому дому: бабушкой Эвридики была иллирийская царевна Аудата, которая во время свадьбы с Филиппом II взяла имя Эвридики в честь матери супруга. В конце своего правления, предположительно между 338 и 336 годами до н. э., Филипп II организовал брак своей дочери Кинаны и племянника Аминты. Брачные союзы между родственниками были обычным явлением среди македонского царского рода. Полиэн утверждал, что Аминта умер вскоре после свадьбы. Эти данные согласуются со свидетельствами других античных источников. Вскоре после убийства Филиппа II в 336 году до н. э. Александр обвинил отца Эвридики Аминту в заговоре и казнил. Н. Хаммонд писал, что предположительно Адея родилась около 336 года до н. э., а В. Хеккель — что уж точно не позднее 335 года до н. э.
При рождении девочку назвали Адеей. Это имя было характерным для иллирийского ономастикона и по одной версии обозначало «мёд», а по другой — «бесстрашная». Имя Эвридики Адея получила во время свадьбы. Смена имени при замужестве практиковалась в Древней Македонии. Мать Адеи Кинана отказалась повторно выходить замуж. Она обучила дочь владеть оружием и участвовать в военных походах. Согласно Афинею, она провела детство в Иллирии, где и обучилась военному делу.
|              |              | Аминта III   | Аминта III   | Аминта III   | Аминта III   | Аминта III | Аминта III |          |          |          |          |        |        | Эвридика | Эвридика | Эвридика | Эвридика | Эвридика  | Эвридика  |                    |                    |                    |                    |                    |                    |         |         |                       |                       |                       |                       |                       |                       |
|              |              | Аминта III   | Аминта III   | Аминта III   | Аминта III   | Аминта III | Аминта III |          |          |          |          |        |        | Эвридика | Эвридика | Эвридика | Эвридика | Эвридика  | Эвридика  |                    |                    |                    |                    |                    |                    |         |         |                       |                       |                       |                       |                       |                       |
|              |              |              |              |              |              |            |            |          |          |          |          |        |        |          |          |          |          |           |           |                    |                    |                    |                    |                    |                    |         |         |                       |                       |                       |                       |                       |                       |
|              |              |              |              |              |              |            |            |          |          |          |          |        |        |          |          |          |          |           |           |                    |                    |                    |                    |                    |                    |         |         |                       |                       |                       |                       |                       |                       |
|              |              |              |              |              |              |            |            |          |          |          |          |        |        |          |          |          |          |           |           |                    |                    |                    |                    |                    |                    |         |         |                       |                       |                       |                       |                       |                       |
| Пердикка III | Пердикка III | Пердикка III | Пердикка III | Пердикка III | Пердикка III |            |            | Аудата   | Аудата   | Аудата   | Аудата   | Аудата | Аудата |          |          |          |          | Филипп II | Филипп II | Филипп II          | Филипп II          | Филипп II          | Филипп II          |                    |                    |         |         | Олимпиада             | Олимпиада             | Олимпиада             | Олимпиада             | Олимпиада             | Олимпиада             |
| Пердикка III | Пердикка III | Пердикка III | Пердикка III | Пердикка III | Пердикка III |            |            | Аудата   | Аудата   | Аудата   | Аудата   | Аудата | Аудата |          |          |          |          | Филипп II | Филипп II | Филипп II          | Филипп II          | Филипп II          | Филипп II          |                    |                    |         |         | Олимпиада             | Олимпиада             | Олимпиада             | Олимпиада             | Олимпиада             | Олимпиада             |
|              |              |              |              |              |              |            |            |          |          |          |          |        |        |          |          |          |          |           |           |                    |                    |                    |                    |                    |                    |         |         |                       |                       |                       |                       |                       |                       |
|              |              |              |              |              |              |            |            |          |          |          |          |        |        |          |          |          |          |           |           |                    |                    |                    |                    |                    |                    |         |         |                       |                       |                       |                       |                       |                       |
| Аминта IV    | Аминта IV    | Аминта IV    | Аминта IV    | Аминта IV    | Аминта IV    |            |            |          |          |          |          | Кинана | Кинана | Кинана   | Кинана   | Кинана   | Кинана   |           |           |                    |                    |                    |                    | Филинна            | Филинна            | Филинна | Филинна | Филинна               | Филинна               |                       |                       |                       |                       |
| Аминта IV    | Аминта IV    | Аминта IV    | Аминта IV    | Аминта IV    | Аминта IV    |            |            |          |          |          |          | Кинана | Кинана | Кинана   | Кинана   | Кинана   | Кинана   |           |           |                    |                    |                    |                    | Филинна            | Филинна            | Филинна | Филинна | Филинна               | Филинна               |                       |                       |                       |                       |
|              |              |              |              |              |              |            |            |          |          |          |          |        |        |          |          |          |          |           |           |                    |                    |                    |                    |                    |                    |         |         |                       |                       |                       |                       |                       |                       |
|              |              |              |              |              |              | Эвридика   | Эвридика   | Эвридика | Эвридика | Эвридика | Эвридика |        |        |          |          |          |          |           |           | Филипп III Арридей | Филипп III Арридей | Филипп III Арридей | Филипп III Арридей | Филипп III Арридей | Филипп III Арридей |         |         | Александр Македонский | Александр Македонский | Александр Македонский | Александр Македонский | Александр Македонский | Александр Македонский |
|              |              |              |              |              |              | Эвридика   | Эвридика   | Эвридика | Эвридика | Эвридика | Эвридика |        |        |          |          |          |          |           |           | Филипп III Арридей | Филипп III Арридей | Филипп III Арридей | Филипп III Арридей | Филипп III Арридей | Филипп III Арридей |         |         | Александр Македонский | Александр Македонский | Александр Македонский | Александр Македонский | Александр Македонский | Александр Македонский |

### Обстоятельства замужества
Детство Адеи протекало в бурную эпоху походов Александра Македонского. В самой Македонии наместником царя был Антипатр. В 323 году до н. э. властитель Македонской империи внезапно умер, не назвав наследника, и в стране началась борьба за трон. После короткого периода смуты на общевойсковом собрании в Вавилоне были избраны два царя — слабоумный и недееспособный брат Александра Филипп III Арридей и малолетний сын Александра от Роксаны. Регентом при неспособных управлять Македонской империей царях был назначен военачальник Пердикка. В этих условиях Кинана и Эвридика, которые принадлежали к царской династии Аргеадов, включились в борьбу за власть.
Напрямую Кинана не могла претендовать на власть. Она должна была искать мужа для своей дочери, брак с которым мог бы удовлетворить её властные амбиции. Кинана предложила руку Адеи, которой было около 15 лет, новоизбранному царю Филиппу III Арридею. Для Кинаны не было тайной слабоумие предполагаемого зятя. Современники не воспринимали его самостоятельной фигурой. Соответственно, он мог стать игрушкой в руках властной и амбициозной супруги. Титул царя и формальная высшая власть Филиппа III Арридея давали возможность воплотить в жизнь честолюбивые планы Кинаны относительно будущего дочери. В браке мог родиться наследник царского престола без примесей персидской крови, что для македонян имело большое значение.
Античные источники передают запутанную и полную приключений историю обстоятельств свадьбы. Брак между царём и Адеей противоречил интересам наиболее влиятельных лиц в Македонской империи Пердикки и Антипатра, так как потенциально мог ограничить их собственную власть. Кинана с небольшим войском выступила из Македонии. А. С. Шофман датировал событие октябрём 322 года до н. э. В области Стримона её попытался задержать Антипатр. Кинана с дочерью прорвали линию войск Антипатра, после чего форсированным маршем последовали к Геллеспонту. Пердикка, в свою очередь, отправил на встречу Кинане войско под командованием своего брата Алкеты с приказом доставить к нему непокорную женщину живой или мёртвой. Однако войско Алкеты отказалось вступить сражение с дочерью Филиппа II. Кинана выступила перед македонянами с речью о своём царственном происхождении, неблагодарности Алкеты и измене Пердикки. В этих условиях Алкета приказал убить Кинану. Последующий ропот войска, который грозил перейти в открытое неповиновение, заставил Пердикку согласиться на брак между Адеей и Филиппом III Арридеем. Регент империи предполагал, что находившиеся в его лагере царь и царица будут под его неусыпным контролем и, при необходимости, он сможет легко от них избавиться. Во время свадьбы Адея взяла имя Эвридики. Этим она подчёркивала свою родственную связь со своим дедом Филиппом II, чьи мать и жена носили такое же имя. Точно также муж Эвридики незадолго до этого при воцарении поменял своё имя с Арридея на Филиппа.

### Борьба за власть
В 321 или 320 году до н. э., во время похода в Египет, в который были взяты оба царя и Эвридика, Пердикку убили собственные военачальники. По протекции Птолемея регентами стали сатрап Мидии Пифон и военачальник Арридей. Согласно Диодору Сицилийскому, Эвридика стала вести самостоятельную политику и вмешиваться в дела регентов. Увидев, что царица у македонян пользуется большим чем они авторитетом, Пифон с Арридеем отказались от регентства. Затем войско выбрало новым регентом Антипатра. Когда он через несколько дней прибыл в лагерь, то обнаружил, что Эвридика готовит заговор и сеет смуту в войске. Тогда он выступил перед толпой, успокоил войско, а Эвридику заставил соблюдать спокойствие. Изложение событий у Арриана несколько отличается. Вначале Эвридика потребовала от регентов, чтобы те все свои действия согласовывали с ней. Поначалу Пифон с Арридеем согласились, однако позже выступили против такого положения дел. Когда в лагерь прибыли Антипатр с Антигоном, пост регента был предоставлен наместнику Македонии. Войско потребовало от Антипатра выплаты жалования, однако он ответил, что не может немедленно выполнить их требования. Тогда Эвридика при поддержке Асклепиодора и Аттала спровоцировала мятеж. Антипатр был вынужден отправиться в свой лагерь, после чего вернулся с войском и взял бразды правления в свои руки. В это время воинов удерживали от кровопролития Антигон с Селевком. Полиэн при описании событий упускает имя Эвридики. Согласно этому историку, толпу воинов с риском для жизни успокоил Антигон.
При анализе событий противостояния между Пифоном, Арридеем, Эвридикой и Антипатром Д. Ройзман сделал вывод, что степень влияния и популярность среди македонян и войска у Эвридики были больше, чем у отдельных военачальников Александра, но уступали таковым бессменного наместника Македонии и одного из ближайших приближённых ещё Филиппа II Антипатра. Также Д. Ройзман особо подчеркнул возможное участие в борьбе за перераспределение власти в империи после смерти Пердикки Аттала. Этот военачальник захватил царскую казну в 800 талантов. Ройзман предполагал, что с помощью денег и Эвридики он мог стремиться упрочить своё положение в империи.
Антипатр перенёс резиденцию царей Македонской империи из Вавилона обратно в Пеллу, куда также вынуждена была вернуться Эвридика. Вскоре в 319 году до н. э. Антипатр умер. Перед смертью в преклонном возрасте он назначил регентом Македонской империи Полиперхона, а своего сына Кассандра — хилиархом, вторым по влиятельности человеком в Македонии. Также после смерти Антипатра было совершено неудачное покушение на Роксану и её малолетнего сына от Александра. По одной из версий, в его организации принимала участие Эвридика. Роксана с сыном была вынуждена бежать в Эпир к матери Александра Олимпиаде. Историк Г. Макурди провела собственное исследование, согласно которому версия о покушении на Роксану и Александра IV недостоверна. По её мнению, она первоначально была озвучена в подложных письмах, которые Эвмен зачитал войску, затем попала в труды Иеронима Кардийского и нашла отображение в трудах поздних авторов. С помощью истории о покушении на сына Александра Македонского, возможно, Эвмен стремился обеспечить лояльность македонского войска в войне против партии, к которой принадлежала Эвридика. В действительности, по мнению Г. Макурди, Полиперхон держал малолетнего царя при себе даже во время военных походов.
Сын Антипатра Кассандр не согласился с ролью военачальника при Полиперхоне и восстал, что стало началом Второй войны диадохов. Военные действия для Полиперхона, несмотря на превосходство в силах, складывались неудачно. После провала осады Мегалополя в 318 году до н. э. его позиции пошатнулись. На сторону Кассандра стали переходить греческие полисы. Эвридика также решила, что пробил её час. От имени супруга она письмом уведомила Полиперхона, что новым регентом становится Кассандр, которому следует передать управление царской армией.
В историографии существует множество версий о мотивах и действиях Эвридики при переходе в лагерь сторонников Кассандра. На тот момент была жива мать Александра Македонского Олимпиада, которая правила в Эпире. Полиперхон пытался склонить Олимпиаду на свою сторону. Он предлагал царице заняться воспитанием внука, второго царя Македонии Александра, а также получить некие властные полномочия. Супруге царя Филиппа III Арридея Эвридике был крайне невыгоден союз между Полиперхоном и Олимпиадой, так как уменьшал бы её власть. Павел Орозий обосновал союз между Эвридикой и Кассандром их любовными взаимоотношениями. Современные историки отвергают данное предположение раннего христианского апологета. Г. Макурди подчёркивал, что Кассандр имел свои амбиции, и союз с Эвридикой носил ситуативный характер.
Существует несколько версий относительно процесса передачи поста регента при Филиппе III Арридее от Полиперхона Кассандру. Согласно Юстину, Эвридика приняла решение о переходе на сторону Кассандра, когда узнала, что Полиперхон собирался вернуться в Македонию и призвал к себе Олимпиаду. Согласно этому автору, Кассандр чувствовал себя обязанным Эвридике и подпал под её влияние. Возможно, передача поста регента империи произошла при личной встрече Эвридики с Кассандром. Не исключено, что Эвридика узурпировала власть, а передача должности регента Кассандру носила формальный характер.

### Поражение и гибель

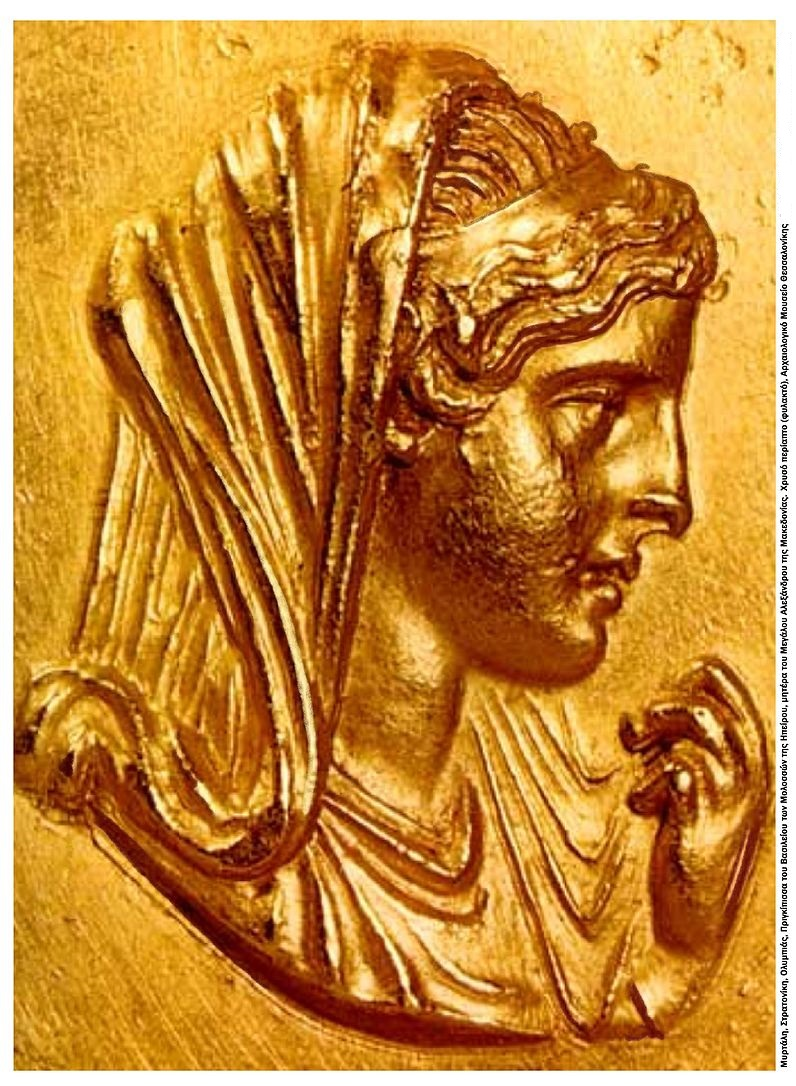
После поражения Эвридика была вынуждена покончить жизнь самоубийством по требованию Олимпиады
Изображение Олимпиады на отчеканенном при Каракалле (198—217) римском медальоне. Археологический музей Салоник, Греция

Как бы то ни было, Полиперхон с остатками своего войска отправился в Эпир к Олимпиаде. Из античных источников неясны условия и мотивы Олимпиады при заключении союза с Полиперхоном. Их переговоры велись и до поражения под Мегалополем. Регент империи хотел иметь при своём дворе противовес честолюбивой и амбициозной Эвридике. У Олимпиады было много мотивов оказать помощь Полиперхону. При её дворе находились невестка Роксана с сыном Александром. Олимпиада стремилась обеспечить власть над Македонией потомкам Александра, что шло вразрез с интересами Эвридики. По одной из версий, официально Олимпиада стала соправительницей Полиперхона. С эпирским войском Олимпиада вторглась в Македонию в 317 году до н. э. Кассандр не пришёл на помощь союзнице Эвридике. Н. Хаммонд привёл две версии такого поступка Кассандра. По одной из них, он хотел поражения Эвридики, а по другой — предполагал проигрыш и принял решение не рисковать своим войском и жизнью. В сражении при Эвии, которая предположительно находилась на границе между Македонией и Эпиром, по утверждению античного историка Дурида Самосского, женщины сами вели свои войска в бой: «первая [Олимпиада] — подобно вакханке, при звуках тимпанов, а вторая [Эвридика] — облёкшись в македонское вооружение, подобно амазонке». Македонские воины при виде Олимпиады и её внука, сына Александра Македонского, отказались повиноваться Эвридике и без боя перешли на сторону её соперницы.
Согласно Диодору Сицилийскому, Филипп III Арридей сразу попал в плен. Эвридика пыталась бежать в Амфиполь к одному из своих советников Поликлу, но её схватили по пути. Олимпиада жестоко обошлась с пленниками. Сначала их замуровали в небольшой комнате и кормили через узкую щель. Затем она приказала неким фракийцам зарезать Филиппа III Арридея. Эвридика получила меч, верёвку и яд с тем, чтобы самой выбрать способ самоубийства. Диодор Сицилийский считал, что таким образом Олимпиада проявила свою особую враждебность к Эвридике. Согласно Клавдию Элиану и Диодору, Эвридика помолилась, в присутствии слуг прокляла Олимпиаду, пожелав ей сходную судьбу, после чего оплакала мужа и повесилась на собственном поясе. Историки датируют смерть Эвридики октябрём—ноябрём 317 года до н. э..

## Захоронение

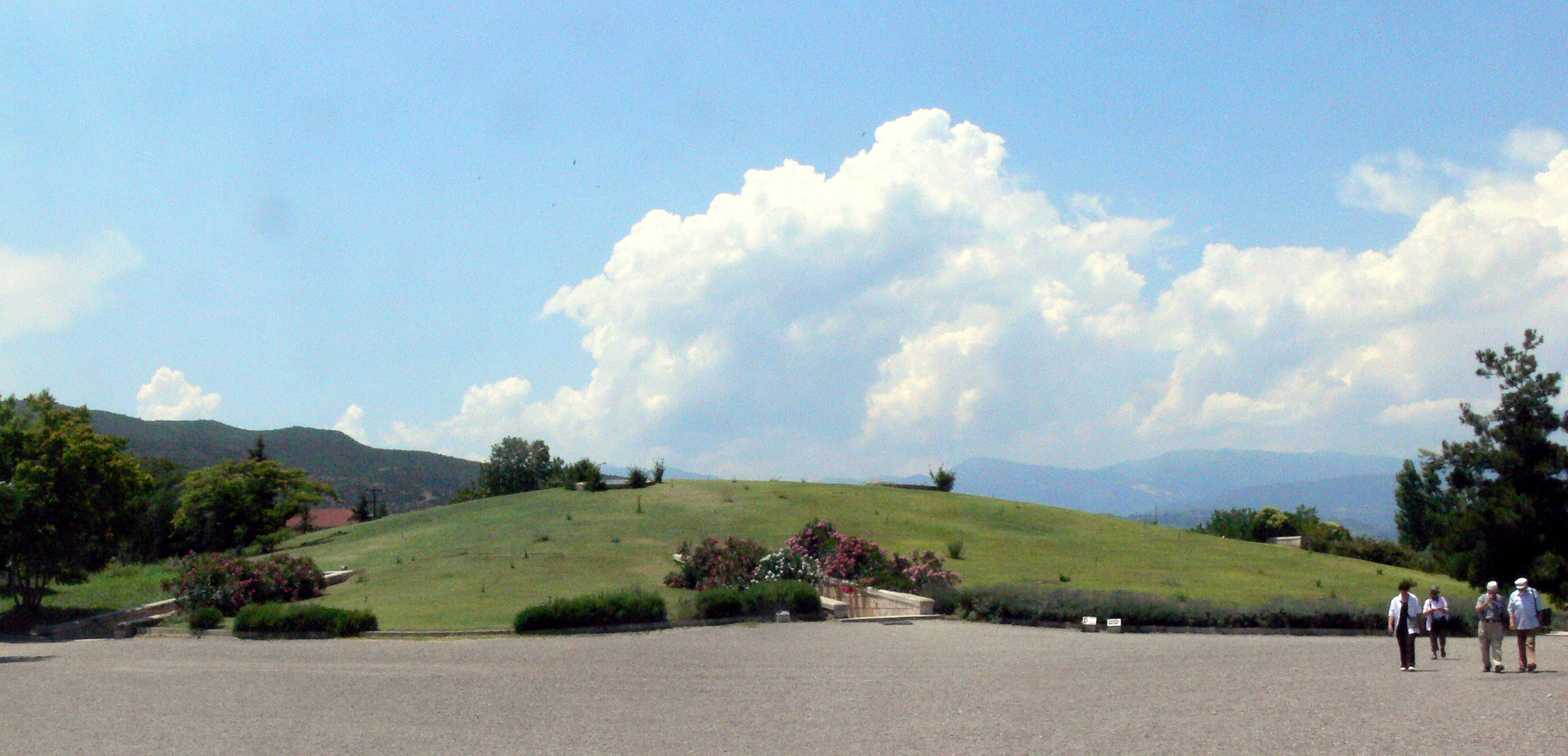
Холм в Вергине под которым были обнаружены гробницы македонских царей, в том числе, предположительно, Эвридики и её супруга Филиппа III Арридея

Впоследствии Кассандр, захватив власть и, казнив Олимпиаду, с величайшим почётом похоронил в древней столице Македонии Эгах в царской гробнице Кинану, Филиппа III Арридея и Эвридику, после чего провёл в их честь погребальные игры.
Захоронение Эвридики с Филиппом III Арридеем стало предметом историографической дискуссии. В 1977 году греческий археолог М. Андроникос совершил одно из наиболее важных археологических открытий XX века, обнаружив комплекс неразграбленных гробниц македонских царей. По мнению М. Андроникоса, в гробнице II были обнаружены останки Филиппа II с его последней супругой Клеопатрой. Вначале это мнение поддержали и другие учёные. Однако затем возобладали скептические настроения, в частности высказывались предположения о том, что в гробнице II находились тела Филиппа III Арридея с Эвридикой. Эта гипотеза имеет множество аргументов как «за», так и «против», а этот вопрос относится к числу неразрешённых.

## Оценки
Согласно Диодору Сицилийскому, Эвридика заявляла, что «царство принадлежит ей». Это свидетельство привлекло историков в контексте того, можно ли считать Эвридику первой македонской царицей. Согласно общепринятому среди историков мнению, впервые титул царицы «др.-греч. βασίλισσα» применили значительно позже смерти Эвридики к Филе. Формально Эвридика действовала от имени своего недееспособного супруга. По утверждению Д. Майрона, на тот момент Эвридика, как женщина, не могла править от своего имени. К. А. Киляшова писала, что возможно, при получении власти она перестала обращать внимание на формальную необходимость давать приказания от имени царствующего супруга. Утверждение Юстина, что Эвридика присвоила себе власть супруга исключительно из личностных особенностей характера честолюбия и ревности, по мнению К. А. Киляшовой, отображает особенности восприятия римского историка политического влияния женщин в Македонии.
Итальянский историк М. Фонтана считал Олимпиаду и Эвридику наиболее энергичными и честолюбивыми царицами в истории.

## В литературе
Эвридика является одним из действующих лиц исторического романа М. Рено «Погребальные игры».

### Исследования
- Борза Ю. История античной Македонии (до Александра Великого) / пер. с англ. М. М. Холода при участии А. Бодрова, О. и В. Иванцовых, 3. Барзах; научная ред. и вступ. статья М. М. Холода; приложения М. М. Холода, Э. Д. Фролова и Ю. Н. Кузьмина. — СПб.: Нестор-История, 2013. — 592 с. — (Историческая библиотека). — ISBN 978-5-44690-015-2.
- Дройзен И. Г. История эллинизма. — Ростов н/Д.: Феникс, 1995. — Т. 2. — 544 с. — ISBN 5-85880-079-3.
- Киляшова К. А. Политическая роль женщин при дворе македонских царей династии Аргеадов. Диссертация на соискание учёной степени кандидата исторических наук / Научный руководитель доктор исторических наук, профессор Э. В. Рунг. — Казань: Казанский (Приволжский) федеральный университет, 2018.
- Смирнов С. В. Пифон — наследник Александра в тени великих современников // Вестник древней истории. — М.: Наука, 2014. — Вып. 290, № 3. — С. 31—46. — ISSN 0321-0391.
- Уортингтон, Йен. Филипп II Македонский. — СПб.: Евразия ; М.: ИД «Клио», 2014. — 400 с. — ISBN 978-5-91852-053-6.
- Шахермайр Ф. Александр Македонский. — Ростов н/Д.: Феникс, 1997. — 576 с. — ISBN 5-85880-313-Х.
- Шофман А. С. Распад империи Александра Македонского / Печатается по постановлению редакционно-издательского совета Казанского университета. Отв. редактор В. Д. Жигунин. — Казань: Издательство Казанского университета, 1984.
- Carney E. D. Women and Monarchy in Macedonia (англ.). — Norman: University of Oklahoma Press, 2000. — XIII, 369 p. — ISBN 0-8061-3212-4.
- Carney E. D. Olympias. Mother of Alexander the Great (англ.). — New York • London: Routledge, 2006. — 221 p. — (Women of the Ancient World). — ISBN 0-415-33316-4.
- Carney E. D. Macedonian Women // A Companion to Ancient Macedonia (англ.) / ed. by Roisman Joseph, Worthington Ian. — Maiden and Oxford: Wiley-Blackwell, 2010. — P. 409—427. — XXVII, 668 p. — ISBN 9781444351637. — doi:10.1002/9781444327519.ch8.
- Hammond N. G. L., Griffith G. T., Walbank F. W. A History of Macedonia (англ.). — Oxford: Clarendon Press, 1988. — Vol. III: 336-167 B.C.. — 690 p. — ISBN 0-l9-814814-1.
- Heckel W. Adea-Eurydike (англ.) // Glotta. — Vandenhoeck & Ruprecht, 1983. — P. 40—42. — ISSN 2196-9043. — JSTOR 40266618.
- Heckel W. Who's Who in the Age of Alexander the Great: Prosopography of Alexander's Empire (англ.). — Malden; Oxford; Carlton: Blackwell Publishing, 2006. — P. 95—99. — 389 p. — ISBN 1-4051-1210-7.
- Macurdy G.[англ.]. Roxane and Alexander IV in Epirus (англ.) // The Journal of Hellenic Studies. — Society for the Promotion of Hellenic Studies, 1932. — P. 256—261. — JSTOR 625991.
- Miron D. Transmitters and Representatives of Power: Royal Women in Ancient Macedonia (англ.) // Ancient Society. — Leuven: Peeters Publishing, 2000. — Vol. 30. — P. 35—52. — ISSN 0066-1619. — JSTOR 44079805.
- Roisman Joseph. Alexander`s Veterans and the Early Wars of the Successors (англ.). — Austin: University of Texas Press, 2013. — 281 p. — (Fordyce W. Mitchel Memorial Lecture Series). — ISBN 978-0-292-75431-7.